# Semaeopus ladrilla
Semaeopus ladrilla là một loài bướm đêm trong họ Geometridae.